# Capitulación de Wittenberg

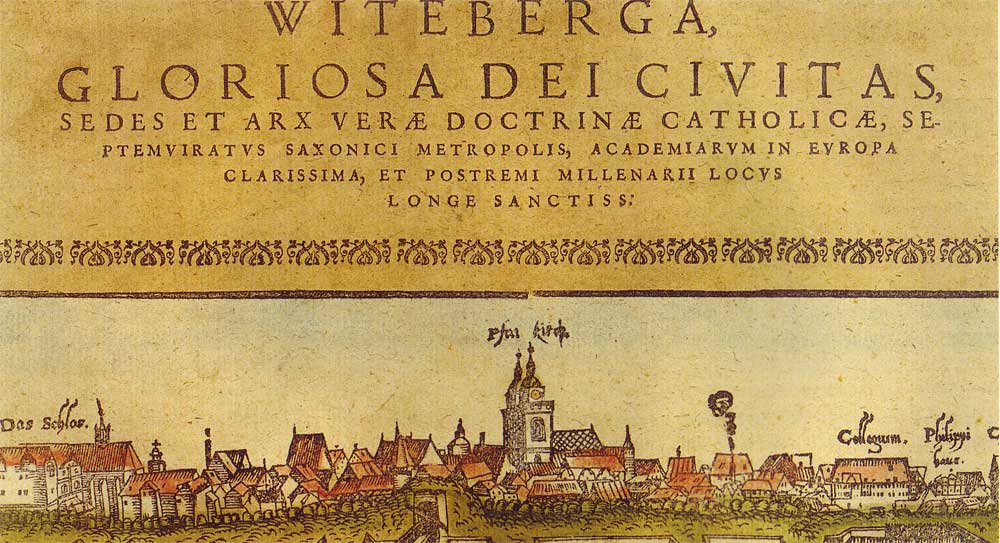
Wittenberg en 1556.

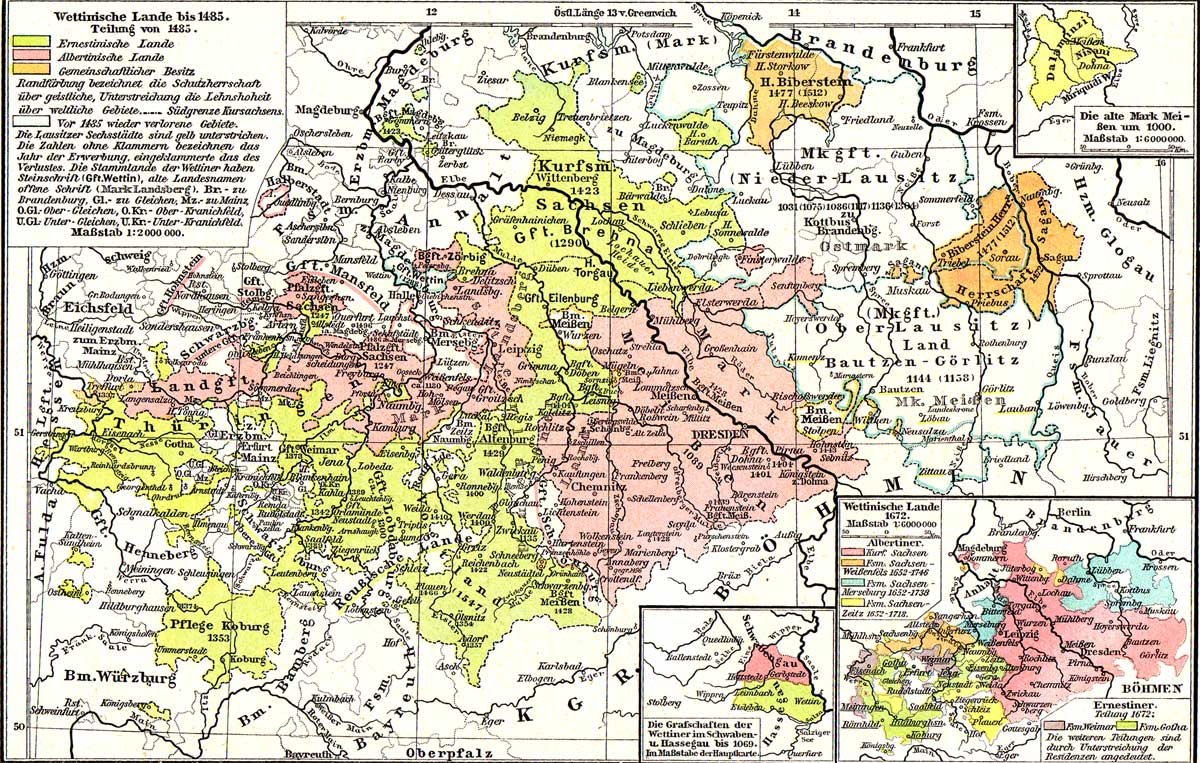
Sajonia ernestina en amarillo y Sajonia albertina en rosa, hacia 1485. En el recuadro inferior, la situación hacia 1672.

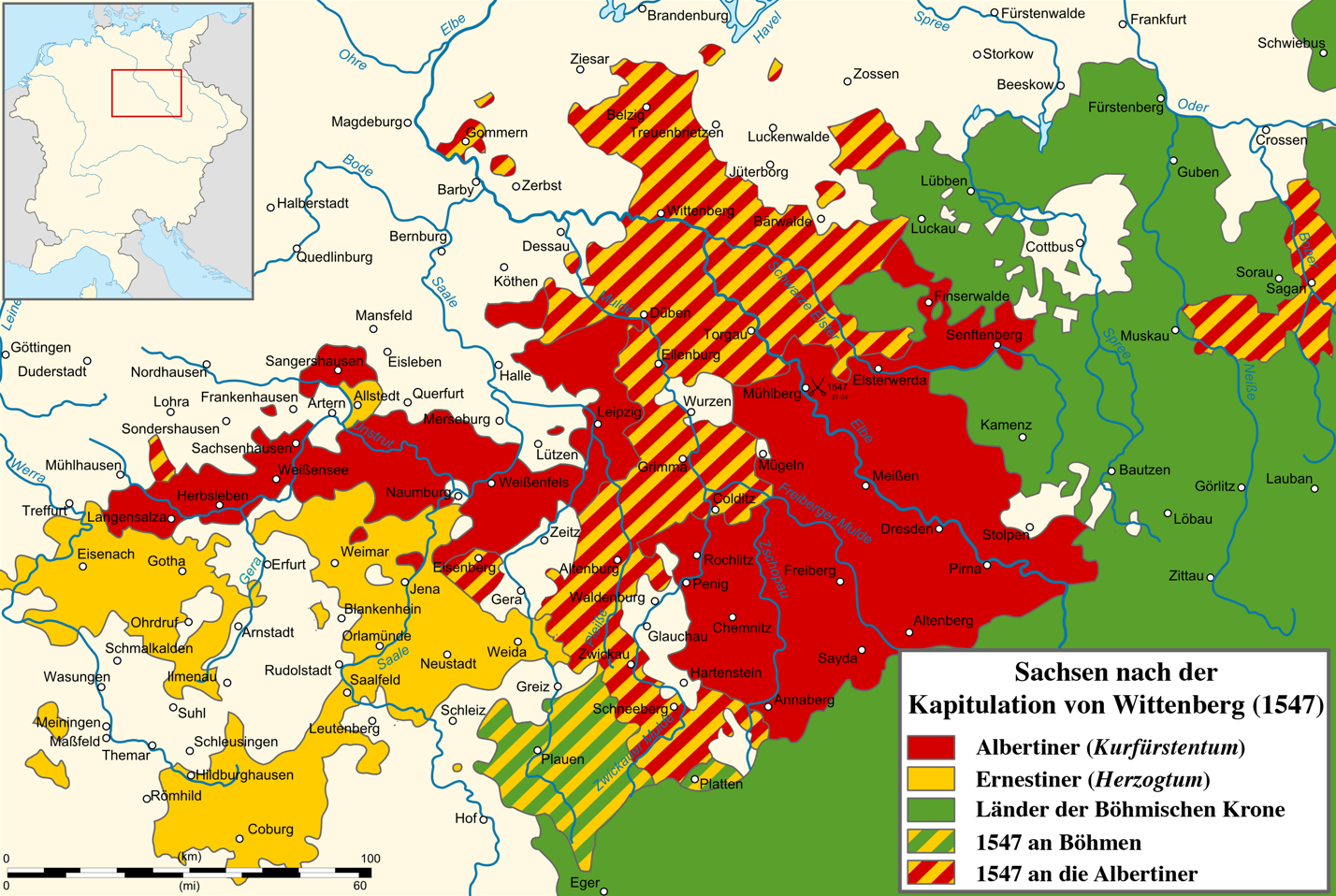
En rojo, albertinos, en amarillo, ernestinos, en verde, reino de Bohemia. Rayado, pérdidas ernestinas de 1547.

La capitulación de Wittenberg (en alemán: Wittenberger Kapitulation) es la denominación historiográfica de la capitulación (firmada el 19 de mayo de 1547) por la que Juan Federico I de Sajonia renunciaba a su dignidad de príncipe elector y a los territorios del Electorado de Sajonia, incluyendo la ciudad de Wittenberg, en favor de su pariente Mauricio de Sajonia (que recibió tal dignidad y territorio por concesión imperial de 4 de junio de 1547). Se beneficiaba así a la línea albertina de la Casa de Wettin en perjuicio de la línea ernestina.
Wittenberg se había convertido en el punto focal de la Reforma protestante, bajo el patrocinio del duque elector, desde que en 1517 Lutero había fijado las noventa y cinco tesis en la puerta de la iglesia de su castillo, y en 1520 quemado la bula papal que le exigía retractarse. También allí se había impreso la primera Biblia luterana en 1534.
En 1547, tras la batalla de Mühlberg, las tropas del emperador Carlos V, dirigidas por el duque de Alba, se apoderaron de Wittenberg e hicieron prisionero a Juan Federico, que fue condenado a muerte por un tribunal de guerra, presidido por el Duque de Alba. Para salvar la vida, el príncipe elector se avino a firmar la capitulación de Wittenberg, tras lo cual se conmutó la pena de muerte por la de prisión perpetua.
El 1 de septiembre de 1552, en el contexto de la llamada guerra de Esmalcalda, Juan Federico fue rescatado y emprendió un viaje triunfal a sus recuperados dominios, cuya nueva capital estableció en Weimar, comenzando el declive de Wittenberg, acentuado desde 1547, cuando la capital pasó a ser Dresde, residencia de los duques albertinos.